# Carmarthenshire
Carmarthenshire (walisisch: Sir Gaerfyrddin) ist eine Principal Area und eine traditionelle Grafschaft im Südwesten von Wales. 
Verwaltungssitz und namensgebender Ort ist die Stadt Carmarthen. Der größte Teil von Carmarthenshire ist landwirtschaftlich geprägt. Ein kleiner Teil im Osten, darunter die Täler der beiden Flussarme des Gwendraeth oberhalb von Pwll y Llygod und die Täler des Amman und des Loughor bei Ammanford, gehört zum Bergbaurevier der South Wales Valleys.

## Orte
- Abergorlech
- Ammanford
- Brechfa
- Burry Port
- Carmarthen
- Cenarth
- Cwmdu
- Cwmfelin Mynach
- Esgardawe
- Felindre
- Ffalybrenin
- Gwynfe
- Kidwelly
- Llanddeusant
- Llandeilo
- Llandovery
- Llandre
- Llanelli
- Llanfynydd
- Llangadog
- Llanwrda
- Newcastle Emlyn
- Pumsaint
- St. Clears
- Twynllanan
- Ystradffin

## Verwaltungsgeschichte
Carmarthenshire ist eine der dreizehn traditionellen Grafschaften von Wales. Bis 1974 war Carmarthenshire auch eine Waliser Verwaltungsgrafschaft und wurde dann auf die drei Districts Carmarthen, Llanelli und Dinefwr der neugebildeten Grafschaft Dyfed aufgeteilt. Bei der Verwaltungsreform von 1996 wurden die drei Districts zur Principal Area Carmarthenshire zusammengeschlossen. Carmarthenshire besitzt heute wieder den Status eines County.

## Sehenswürdigkeiten
- Afon Tywi
- Carmarthen Castle
- Carreg Cennen Castle
- Cenarth Falls, Wasserfall im Fluss Teifi im Ort Cenarth
- Cynghordy Viaduct
- Dylan Thomas Boathouse, Bootshaus der Familie des walisischen Schriftstellers Dylan Thomas in Laugharne
- Kidwelly Castle
- Kidwelly Industrial Museum
- Kidwelly and Burry Port Railway
- Laugharne Castle
- Llandovery Castle
- National Wool Museum in Felindre
- Newcastle Emlyn Castle
- Plas Llanelli
- St. Clears Castle
- Talley Abbey